# Pulaski (línea Rosa)
Pulaski es una estación en la línea Rosa del Metro de Chicago. La estación se encuentra localizada en 2021 South Pulaski Road en Chicago, Illinois. La estación Pulaski fue inaugurada el 16 de junio de 1902.  La Autoridad de Tránsito de Chicago es la encargada por el mantenimiento y administración de la estación.

## Descripción
La estación Pulaski cuenta con 1 plataforma central y 2 vías. 

## Conexiones
La estación es abastecida por las siguientes conexiones de autobuses: 
- Rutas del CTA Buses y Pace
- #21 Cermak
- #53 Pulaski

Pace
- #392 Little Village-United Parcel Service